# 坦布里奇韋爾斯區
坦布里奇韋爾斯自治市鎮（英語：Borough of Tunbridge Wells），英國英格蘭東南區域肯特郡的一個自治市鎮、非都市區（地方第二級區政府），市議會所在地，位於同名的坦布里奇韋爾斯。
坦布里奇韋爾斯區成立於1974年4月1日，根據1972年地方政府法。坦布里奇韋爾斯區主要包括索斯伯勒鎮區、克蘭克魯克鄉村區等地區構成。目前，坦布里奇韋爾斯區下轄20個民政教區（皇家坦布里奇韋爾斯區則包含8個民政教區）。

## 地理地質
坦布里奇韋爾斯自治市鎮遍佈著大面積的黏土平原，平原上廣泛著葎草屬的植物生長。

## 交通
主要道路有通往倫敦的A21號公路及A229號公路。亦有鐵路幹線經過。

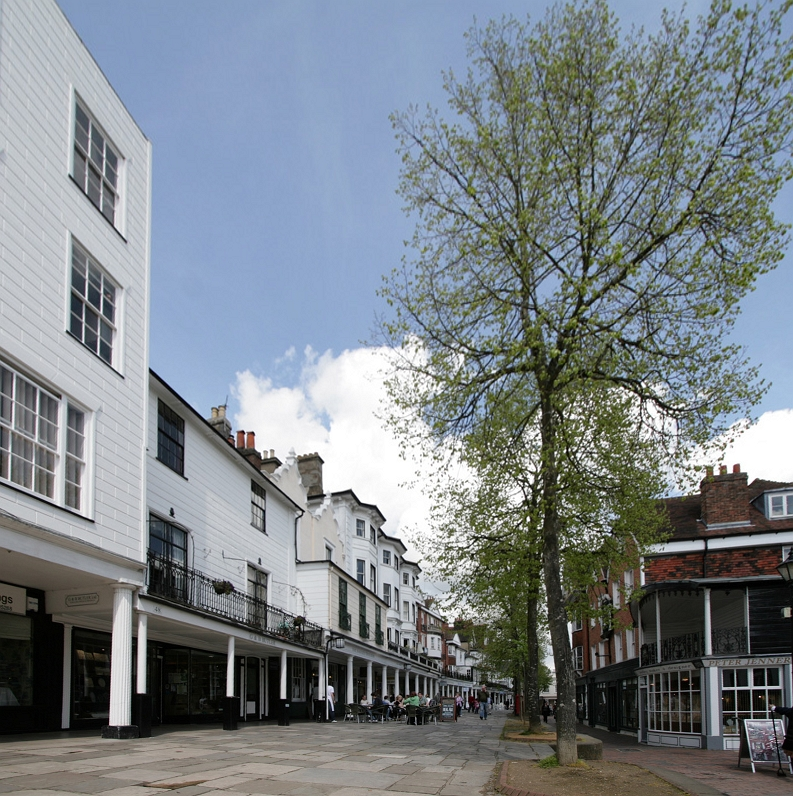
坦布里奇韋爾斯市鎮為坦布里奇韋爾斯區的行政中心，人口約56,500